# Lactoferrina
Lactoferrina (LF), també coneguda com a lactotransferrina (LTF), és una proteïna multifuncional de la família de les transferrines. La lactoferrina és una proteïna glicoproteïna i una proteïna globular amb una massa d'uns 80 kDa que està àmpliament representada en diversos fluids secretoris, com la llet, la saliva, la llàgrima, i les secrecions nasals. El calostre en té la màxima concentració i la llet de vaca en té uns 150 mg/L.
La lactoferrina és un dels components del sistema immunitari del cos; té activitat bactericida i fungicida. En particular, la lactoferrina proporciona activitat antibacteriana en els infants humans. La lactoferrina interactua amb l'ADN i l'ARN, els polisacàrids i l'heparina, i mostra algunes de les seves funcions biològiques en complexos amb lligands bioquímics.
Van ser descobertes entre l'any 1939 i el 1960;